# Illmanns
Illmanns ist eine Ortschaft und eine Katastralgemeinde der Gemeinde Reingers im Bezirk Gmünd in Niederösterreich mit 65 Einwohnern (Stand 1. Jänner 2024).

## Geografie
Die seitlich durch den Ort führende Waidhofener Straße prägt das Ortsbild von Illmanns, das in eine flachen Senke liegt, in der sich viele kleine Teiche befinden, die letztlich in den Kastenitzer Bach entwässern. Zur Ortschaft gehört auch die Rotte Neududlau im Nordosten und am 1. April 2020 umfasste diese insgesamt 42 Adressen.

## Geschichte
Illmanns zählte über viele Jahrhunderte zur Herrschaft Litschau. Im Jahr 1822 wurde der Ort als Dorf mit 19 Häusern genannt, das nach Reingers eingepfarrt war, wohin auch die Kinder eingeschult wurden. Die Herrschaft Litschau besaß die Ortsobrigkeit, übte die Landgerichtsbarkeit aus, besorgte die Konskription und hatte die Grundherrschaft inne.
Laut Adressbuch von Österreich waren im Jahr 1938 in der Ortsgemeinde Illmanns ein Gastwirt, zwei Gemischtwarenhändler, ein Schmied und zahlreiche Landwirte ansässig. Im Zuge der Niederösterreichischen Kommunalstrukturverbesserung trat die damalige Ortsgemeinde Illmanns per 1. Jänner 1971 der Gemeinde Reingers bei.

## Siedlungsentwicklung
1590/91 zählte Illmanns 14 untertänige Häuser; 1751 gab es ebenfalls 14 untertänige Häuser.
Zum Jahreswechsel 1979/1980 befanden sich in der Katastralgemeinde Illmanns insgesamt 50 Bauflächen mit 20.283 m² und 34 Gärten auf 10.678 m² und auch 1989/1990 waren es 50 Bauflächen. 1999/2000 war die Zahl der Bauflächen auf 178 angewachsen und 2009/2010 waren es 86 Gebäude auf 154 Bauflächen.

## Bodennutzung
Die Katastralgemeinde ist forstwirtschaftlich geprägt. 244 Hektar wurden zum Jahreswechsel 1979/1980 landwirtschaftlich genutzt und 413 Hektar waren forstwirtschaftlich geführte Waldflächen. 1999/2000 wurde auf 182 Hektar Landwirtschaft betrieben und 458 Hektar waren als forstwirtschaftlich genutzte Flächen ausgewiesen. Ende 2018 waren 173 Hektar als landwirtschaftliche Flächen genutzt und Forstwirtschaft wurde auf 470 Hektar betrieben. Die durchschnittliche Bodenklimazahl von Illmanns beträgt 18,3 (Stand 2010).